# اژدرماریان ماداگاسکار
اژدرماریان ماداگاسکار (به لاتین: Sanziniinae)، زیرخانوادهای از مارهای اژدرماران و دربرگیرنده چهار گونه از مارهای بومی جزیره ماداگاسکار است.
این زیرخانواده دو سرده دارد:
- Acrantophis، Jan, 1860
- Sanzinia، Gray, 1849